# Hypseleotris aurea
Hypseleotris aurea е вид лъчеперка от семейство Eleotridae.

## Разпространение
Видът е разпространен в Австралия.